# Broch von Burrian
Der 1870/71 ausgegrabene Broch von Burrian (auch Knowe Of Burrian genannt) liegt auf einer Landzunge im Südosten der schottischen Orkneyinsel North Ronaldsay und ist der nördlichste ausgegrabene Broch der Orkney. Er zeigt mehrere Nutzungsphasen. Die Wand des Brochs aus Trockenmauerwerk um den Innenhof von 9,6 m Durchmesser herum ist fünf Meter dick. Im Hof liegt ein in verschiedenen Brochs angetroffener Brunnen. Der Zugang ohne Wächterzelle (englisch guard-cell) aber mit Türanschlag liegt im Südosten. Eine einzelne Wandzelle mit lateralem Zugang liegt in der Mauer der Nordostseite. Eine Besonderheit der Konstruktion ist die 1,3 m hohe Öffnung, 0,9 m über dem anstehenden Fels bzw. dem ursprünglichen Boden. 

Broch von Burrian

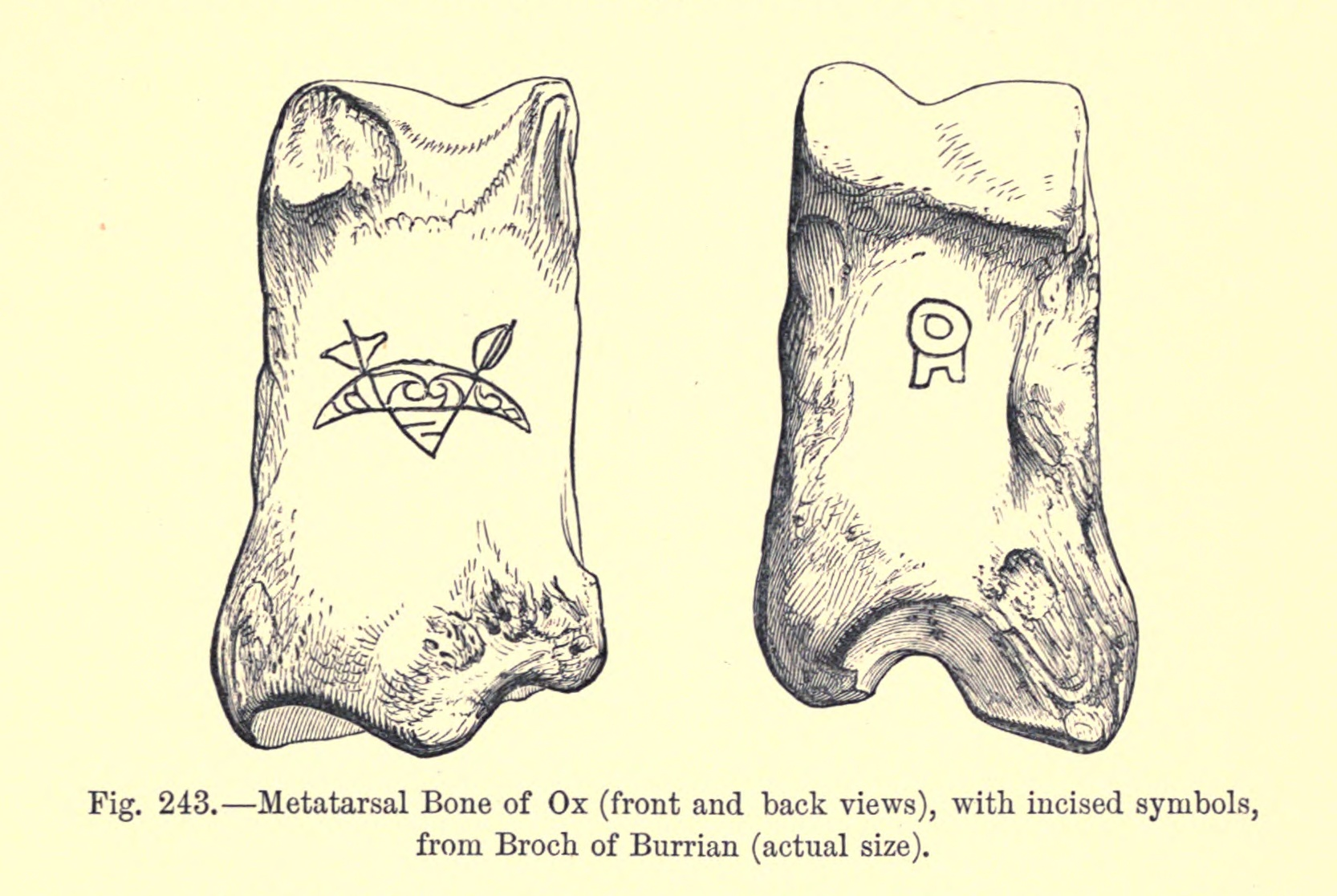
Ochsenknochen mit piktischen Symbolen

Die Reste von vier Wällen liegen auf der Landseite. In der zweiten Phase wurde der Broch in ein Wheelhouse mit radialen Nischen umgewandelt. Die Abstützungen an der Außenfläche im Nordwesten können ebenso in die Eisenzeit gehören wie kleine Gebäudereste auf der Nordseite. Die Außenfläche der Wand wird auf der Ost- und Südostseite von einer späteren Wand und einer nahezu drei Meter hohen Anhäufung von Abfall verdeckt. Courtenay Arthur Ralegh Radford (1900–1999) glaubt durch ein eingeritztes frühes im irischen Stil abgewandeltes griechisches Kreuz (Burrian Cross) neben einer Oghaminschrift, Belege für die Existenz eines keltischen Klosters oder einer Einsiedelei gefunden zu haben. Einen Ochsenknochen mit piktischen Symbolen (Halbmond und V-Stab) und einen Kiesel mit keltischen Mustern vergleicht er mit Funden aus der St-Ninian-Höhle in Whithorn. Eine Glocke des 5. bis 9. Jahrhunderts und drei Knochenwürfel wurden ebenfalls gefunden.
1871 wurden hier erstmals Painted Pebbles aufgefunden.